# 佩雷莫日內 (羅茲多爾市鎮)
47°19′18″N 35°31′20″E / 47.32167°N 35.52222°E
佩雷莫日內（烏克蘭語：Переможне）是位於烏克蘭東南部的村莊，由扎波羅熱州瓦西里夫卡區的羅茲多爾市鎮負責管轄。該村分別距離科哈內和維什內韋2公里、塔夫里亞和澤萊內哈伊2.5公里，始建於1850年，面積0.784平方公里，海拔高度86米，2001年人口228。